# Ski-Orientierungslauf

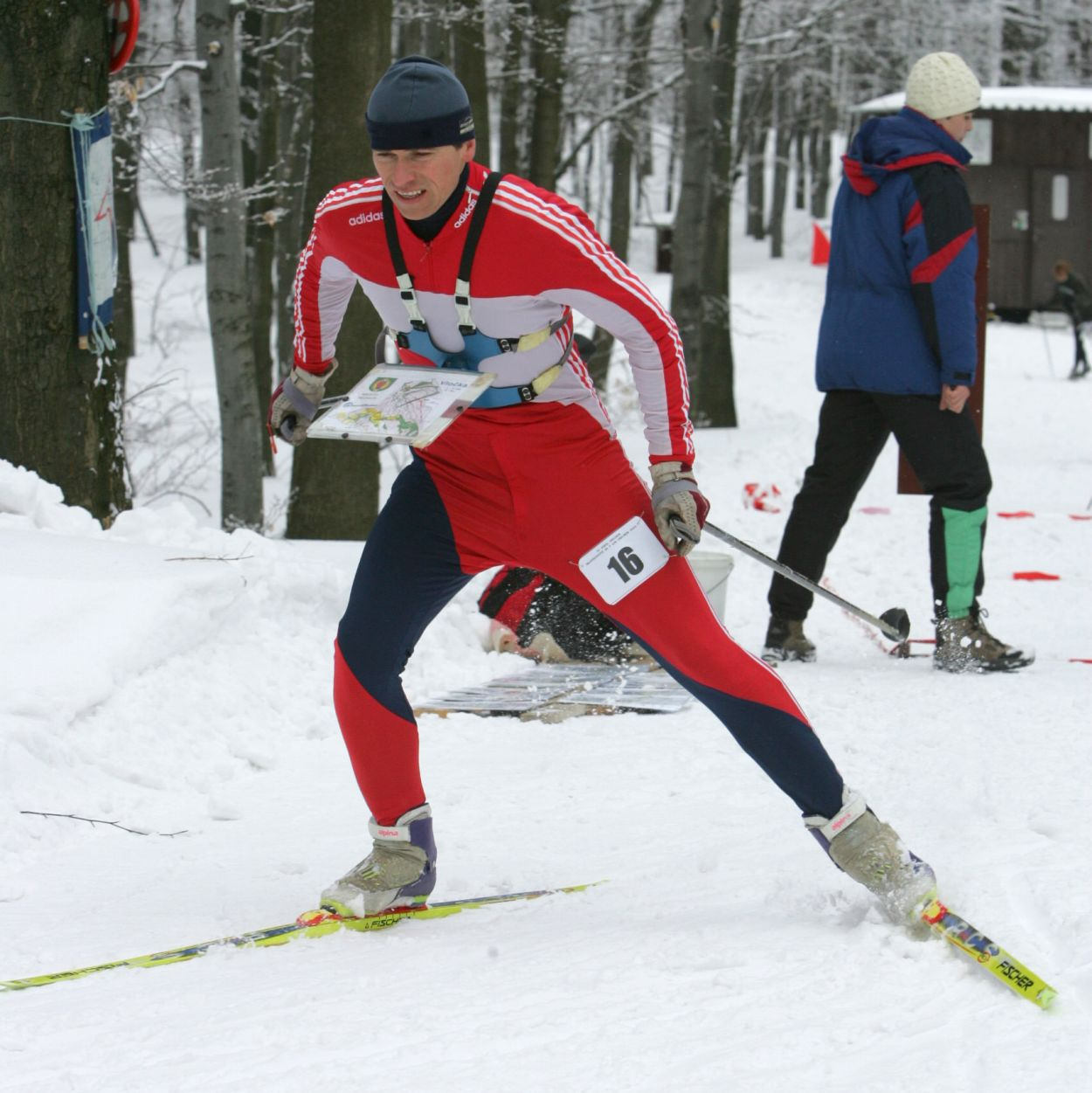
Ski-Orientierungsläufer

Ski-Orientierungslauf, abgekürzt Ski-OL, ist eine aus dem Orientierungslauf und dem Skilanglauf kombinierte Skisportart, die sich Ende des 19. Jahrhunderts herausbildete.

## Geschichte
Der Ski-Orientierungslauf (auch Skiorientierungslauf) entstand um 1890 in Skandinavien. Aus dem Jahr 1900 ist die Austragung einer Botenmeisterschaft aus Schweden überliefert, bei der auf Skiern mit Hilfe von Karte und Kompass mehrere hundert Kilometer durch unmarkiertes Gelände zurückzulegen waren.
Im Jahr 1949 wurde Ski-Orientierungslauf als olympische Sportart anerkannt, jedoch bisher noch nicht in das Olympiaprogramm aufgenommen (Stand 2020er Jahre). Es ist ein leistungssportlicher Wettkampf, bei dem Europameisterschaften und seit 1975 auch Weltmeisterschaften – zunächst im Zweijahres-Rhythmus, seit 2000 auch jährlich – ausgetragen werden. Seit 1989 wird ebenfalls ein entsprechender Weltcup organisiert. Außerdem gibt es die internationalen Vergleiche Nord-Amerika-Cup, Europa-Cup, Alpen-Cup und offene Nordische Meisterschaften. In der Wintersaison 2000/ 2001 wurden bereits 43 Länder auf fünf Kontinenten angegeben, in denen diese abwechslungsreiche Sportart ausgetragen wird. In Deutschland fanden im Osten (DDR) von 1953 bis 1971 und von 1985 bis 1987 Meisterschaftswettkämpfe statt, aus der alten BRD ist das nicht bekannt.
Als Dachorganisation für Ski-Orientierungslauf agiert die International Orienteering Federation (IOF) mit Sitz im finnischen Slu bei Helsinki. Zu diesem Verband gehören noch die Sommersportarten (Fuß-)Orientierungslauf, Mountain Bike Orienteering und Trail Orienteering (Behinderte im Rollstuhl, mit Begleitung).
In den ersten Jahren des 21. Jahrhunderts hat sich der Ski-Orientierungslauf kontinuierlich weiterentwickelt: neue Ausrüstungen, Sponsoren und medienwirksame Auftritte sollen dafür sorgen, dass diese Sportart in das Programm der Olympischen Winterspiele aufgenommen wird. An den Sprint-Weltmeisterschaften 2004 nahmen z. B. 43 Frauen und 75 Männer teil.
Der beste Teilnehmer an Weltmeisterschaften und Weltcupveranstaltungen war der Norweger Vidar Benjaminsen, der insgesamt 15 Medaillen gewinnen konnte (Stand vom Februar 2000).

## Beschreibung
Beim Ski-Orientierungslauf müssen die Sportler wie beim Orientierungslauf anhand einer Karte eine bestimmte Anzahl Posten in möglichst kurzer Zeit anlaufen. Sie bewegen sich dabei mit Langlaufskiern auf einem präparierten Loipennetz, das auf der Karte mit seinen verschiedenen Schwierigkeitsgraden vermerkt ist. Wie beim Orientierungslauf zu Fuß ist als Hilfsmittel ein Kompass gestattet.
Die besondere Herausforderung des Ski-OL liegt darin, die Strecken zu den Posten anhand der Karte entsprechend den persönlichen Skifertigkeiten und dem persönlichen Ausdauerverhalten zu wählen.
Ski-OL ist ein von der International Orienteering Federation organisierter Wettkampfsport mit zweijährlich stattfindenden Ski-Orientierungslauf-Weltmeisterschaften und ebenfalls zweijährlich ausgetragenem Weltcup. Die ersten Weltmeisterschaften fanden 1975 im finnischen Hyvinkää statt. Dominierende Nationen sind heute die skandinavischen Länder Schweden und Norwegen sowie Finnland und Russland.
Außerdem gibt es jährlich die Junioren-Weltmeisterschaften (Ski-JWOC).

## Disziplinen, Austragungsmodi

### Überblick
Die Wettkämpfer müssen mit Karte und Kompass mehrere Kontrollpunkte anlaufen. Im Start- und Zielbereich – jeweils etwa 100 bis 200 m lang – müssen angelegte Loipen benutzt werden, ansonsten bestimmt der Sportler die Streckenführung selbst. Die präparierten Skiwege in dem ausgesuchten Gelände sind in unterschiedlicher Qualität, die Reihenfolge des Anlaufs der Kontrollstellen ist vorgeschrieben. Zirka 30 Kontrollpunkte werden ausgewählt und in den Karten vermerkt. Diese Punkte werden mittels einer speziellen Flagge gekennzeichnet, dort stehen dann Markierungsvorrichtungen (Stempel oder Drucker) mit Codenummer für die individuellen Kontrollkärtchen. Die Kennzeichenflagge besteht aus drei Quadraten der Größe 30 × 30 cm mit diagonaler Farbgebung weiß/orange, die meist dreieckig angeordnet sind.
Nach den physischen Anforderungen ist Ski-OL mit Marathonlaufen vergleichbar.
Es werden drei Streckenlängen unterschieden und es finden individuelle und Staffel-Wettbewerbe statt.

### Individuell
Sechs Männer und/oder sechs Frauen je Land können an einem solchen Wettkampf teilnehmen. Vor dem offiziellen Start wird ein Model-Event durchgeführt, in dem sich die Sportler mit dem Gelände vertraut machen, die Qualität der Karten prüfen usw.
- Lange Distanz (long distance bzw. klassisch)

Diese ist dadurch festgelegt, dass die Zeit, um alle Kontrollpunkte anzulaufen, etwa 60 bis 100 Minuten (für Männer) bzw. 70 bis 80 Minuten (für Frauen und Jugendliche) für die Besten betragen soll. Es erfolgt ein gleichzeitiger Start (Massenstart) aller Teilnehmer. Bei den langen Distanzen (Zeiten von mehr als 45 Minuten für den Erstplatzierten) muss eine Erfrischungsstelle für die Teilnehmer vorhanden sein.
- Mittlere Distanz (medium distance)

Zeitlimit 40 bis 60 Minuten (Männer) und 30 bis 45 Minuten (Frauen); wird selten gelaufen. Im Winter 2000/2001 fand ein erstes Medium-Rennen mit Massenstart statt.
- Sprint (short distance)

Für Sprint werden noch kürzere Zeiten festgelegt, also ca. 10 bis 12 min, was Strecken von etwa 3,2 km (Männer) bzw. 2,5 km (Frauen) ergibt.
Aus allen diesen Zeitvorgaben ergeben sich Laufstrecken von 30 km (M: long), 20 km (F: long), 10 km (M: medium) sowie 8 km (F: medium).

### Staffel
Vier Athleten bilden ein Männerteam, drei Sportlerinnen eine Frauenmannschaft. Hierbei gibt es nur eine Distanz, die für Männer mit 30 bis 35 Minuten und für Frauen mit 25 bis 30 Minuten vorgegeben wird, das sind dann etwa 15 km (M) bzw. 12 km (F).
Es können auch gemischte Nationen-Teams gebildet werden.
Ab dem zweiten Saison-Wettkampf wird die Startreihenfolge in allen Disziplinen durch die bis dahin erreichten Ränge bestimmt. Die 15 Besten werden in eine separate Startergruppe gesetzt, die als Letzte auf den Kurs geht.
Im Staffelwettbewerb erhalten die Mannschaften Startnummern, die ihren bisherigen Platzierungen in den Weltcup-Wettkämpfen entsprechen.
Seit dem 21. Jahrhundert finden gesonderte Nacht-Wettbewerbe statt.

## Ausrüstung, Gelände, Karten

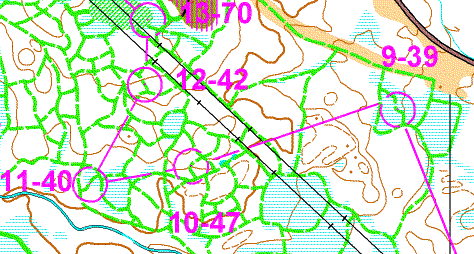
Ski-OL-Karte: Das Loipennetz ist in grün eingezeichnet, die Posten befinden sich in den mit Nummern gekennzeichneten rosa- bzw. lilafarbenen Kreisen.

Die Sportler benutzen Skier wie die Langläufer und tragen auch ähnliche Kleidung. Hinzu kommen ein wetterdichter Kartenhalter und ein Kompass. Für die Kontrollstellen werden kleine Karten oder elektronische Aufzeichnungsmedien benötigt, die der Sportler ebenfalls mitführen muss.
Als Austragungsgelände eignen sich u. a. auch ein Biathlon-Kurs in Wäldchen oder auf ungespurten Wegen.
Die vom jeweiligen Organisator erstellte und vervielfältigte Geländekarte soll die zu besuchenden Kontrollpunkte (lilafarbene Kreise), Höhenlinien, das vorhandene Wegenetz (grün) mit Angabe von Wegbreiten, Vegetationsdichte, Wasserläufe oder -stellen, Gebäude usw. enthalten. Die von den Sportlern gewählten Routen in einem Wettkampf werden nach Abschluss in die Karten eingetragen, um sie untereinander vergleichen zu können.
Die Benutzung anderer als der vom Veranstalter zur Verfügung gestellten Karten ist nicht erlaubt und führt bei einem Verstoß zur Disqualifikation.
Entsprechend den verschiedenen Distanzen variieren die Karten im Maßstab, z. B. verwendet man für Sprint 1:5.000 bis 1:10.000, für medium 1:10.000 und für long sowie Staffeln 1:12.500 bis 1:15.000.

## Weltcup-Wertung
Für die erreichten Platzierungen werden Punkte wie folgt vergeben:
- Individuell

Erster = 40, Zweiter = 37, Dritter = 35, Vierter = 33, Fünfter = 31, 6.–35. = 1
- Staffel

Erste = 20, Zweite = 17, Dritte = 15, Vierte = 13, Fünfte = 11, 6.–15. = 1
Die Punkte aus den verschiedenen Veranstaltungen werden addiert, die Sportler mit der höchsten Punktzahl sind die Weltcup-Sieger.
Von Sponsoren und dem IOF werden Preisgelder und Sachprämien zur Verfügung gestellt.